# Napięcie rozkładowe
Napięcie rozkładowe – najmniejsza wartość napięcia konieczna do rozpoczęcia elektrolizy. Jest to wartość napięcia po przekroczeniu której rozpoczyna się zauważalne wydzielanie się produktów elektrolizy na elektrodach, co wiąże się z gwałtownym wzrostem natężenia prądu w obwodzie.